# Aphytis testaceus
Aphytis testaceus är en stekelart som beskrevs av Chumakova 1961. Aphytis testaceus ingår i släktet Aphytis och familjen växtlussteklar.
Artens utbredningsområde är:
- Ungern.
- Azerbajdzjan.
- Moldavien.

Inga underarter finns listade i Catalogue of Life.